# 南邦热苏斯
南邦热苏斯是巴西巴拉那州的一个市镇。总面积173.972平方公里，总人口3907人，人口密度22.5人/平方公里。